# Primetime Emmy Award de la meilleure réalisation pour une série télévisée dramatique
Pour les articles homonymes, voir Emmy du meilleur réalisateur.
Le Primetime Emmy Award de la meilleure réalisation pour une série dramatique (Primetime Emmy Award for Outstanding Directing for a Drama Series) est une récompense de télévision remise depuis 1959 au cours de la cérémonie annuelle des Primetime Emmy Awards.

## Palmarès
Note : L'année indiquée est celle de la cérémonie. Les lauréats sont indiquées en tête de chaque catégorie et en caractères gras.

### Années 1950 - 1960
- 1959 : Alcoa-Goodyear Theatre - Jack Smight
- 1960 : The Moon and Sixpence - Robert Mulligan
- 1961 : Hallmark Hall of Fame - George Schaefer
- 1962 : Les Accusés (The Defenders) - Franklin Schaffner
- 1963 : Les Accusés (The Defenders) - Stuart Rosenberg
- 1964 : East Side/West Side - Tom Gries
- 1965 : Les Accusés (The Defenders) - Paul Bogart
- 1966 : Bob Hope Presents the Chrysler Theatre - Sydney Pollack
- 1967 : Mort d'un commis voyageur (Death of a Salesman) - Alex Segal
- 1968 : Mission impossible (Mission: Impossible) - Lee H. Katzin
- 1969 : The People Next Door - David Greene

### Années 1970
- 1970 : Shadow Game - Paul Bogart
- 1971 : The Bold Ones: The Senator - Daryl Duke et The Price - Fielder Cook
- 1972 : The Bold Ones: The Lawyers - Alexander Singer et The Glass House - Tom Gries
- 1973 : Kung Fu - Jerry Thorpe et The Marcus-Nelson Murders - Joseph Sargent
- 1974 : The Autobiography of Miss Jane Pittman - John Korty et The Blue Knight - Robert Butler
- 1975 : Maîtres et Valets (Upstairs, Downstairs) - Bill Bain
- 1976 : Le Riche et le Pauvre (Rich Man, Poor Man) - David Greene
- 1977 : Racines (Roots) - David Greene
- 1978 : Holocauste (Holocaust) - Marvin J. Chomsky
- 1979 : L'Ombre blanche (The White Shadow) - Jackie Cooper

### Années 1980
- 1980 : Lou Grant - Roger Young
- 1981 : Capitaine Furillo (Hill Street Blues) - Robert Butler
- 1982 : Fame - Harry Harris (en)
- 1983 : Capitaine Furillo (Hill Street Blues) - Jeff Bleckner
- 1984 : Capitaine Furillo (Hill Street Blues) - Corey Allen
- 1985 : Cagney et Lacey (Cagney & Lacey) - Karen Arthur
- 1986 : Cagney et Lacey (Cagney & Lacey) - Georg Stanford Brown
- 1987 : La Loi de Los Angeles (L.A. Law) - Gregory Hoblit
- 1988 : Hôpital St Elsewhere (St. Elsewhere) - Mark Tinker
- 1989 : Tanner '88 - Robert Altman

### Années 1990
- 1990 : Equal Justice - Thomas Carter pour l'épisode Promises to Keep et Génération Pub (Thirtysomething) - Scott Winant pour l'épisode The Go-Between
- 1991 : Equal Justice - Thomas Carter pour l'épisode In Confidence
- 1992 : Les Ailes du destin (I'll Fly Away) - Eric Laneuville pour l'épisode All God's Children
- 1993 : Homicide (Homicide: Life on the Street) - Barry Levinson pour l'épisode Gone for Goode
- 1994 : New York Police Blues (NYPD Blue) - Daniel Sackheim pour l'épisode Tempest in a C-Cup
- 1995 : Urgences (ER) - Mimi Leder pour l'épisode Love's Labor Lost
- 1996 : La Vie à tout prix (Chicago Hope) - Jeremy Kagan pour l'épisode Leave of Absence
- 1997 : New York Police Blues (NYPD Blue) - Mark Tinker pour l'épisode Where's Swaldo?
- 1998 : New York Police Blues (NYPD Blue) - Paris Barclay pour l'épisode Lost Israel, Part 2 et Brooklyn South - Mark Tinker pour l'épisode Pilote
- 1999 : New York Police Blues (NYPD Blue) - Paris Barclay pour l'épisode Hearts And Souls

### Années 2000
- 2000 : À la Maison-Blanche (The West Wing) - Thomas Schlamme pour l'épisode Pilote
  - Urgences (ER) - Jonathan Kaplan pour l'épisode All in the Family
  - Urgences (ER) - John Wells pour l'épisode Such Sweet Sorrow
  - Les Soprano (The Sopranos) - John Tiffin Patterson pour l'épisode Funhouse
  - Les Soprano (The Sopranos) - Allen Coulter pour l'épisode The Knight in White Satin Armor

- 2001 : À la Maison-Blanche (The West Wing) - Thomas Schlamme pour l'épisode In the Shadow of Two Gunmen
  - À la Maison-Blanche (The West Wing) - Laura Innes pour l'épisode Shibboleth
  - Urgences (ER) - Jonathan Kaplan pour l'épisode The Visit
  - Les Soprano (The Sopranos) - Tim Van Patten pour l'épisode Amour Fou
  - Les Soprano (The Sopranos) - Steve Buscemi pour l'épisode Pine Barrens
  - Les Soprano (The Sopranos) - Allen Coulter pour l'épisode University

- 2002 : Six Feet Under (Six Feet Under) - Alan Ball pour l'épisode Pilote
  - À la Maison-Blanche (The West Wing) - Alex Graves pour l'épisode Posse Comitatus
  - À la Maison-Blanche (The West Wing) - Paris Barclay pour l'épisode The Indians in the Lobby
  - 24 heures chrono (24) - Stephen Hopkins pour l'épisode 00h00 – 01h00
  - The Shield - Clark Johnson pour l'épisode Pilote

- 2003 : À la Maison-Blanche (The West Wing) - Christopher Misiano pour l'épisode Twenty Five
  - Les Soprano (The Sopranos) - Tim Van Patten pour l'épisode Whoever Did This
  - Les Soprano (The Sopranos) - John Tiffin Patterson pour l'épisode Whitecaps
  - 24 heures chrono (24) - Ian Toynton pour l'épisode 22h00 – 23h00
  - Six Feet Under (Six Feet Under) - Alan Poul (en) pour l'épisode Nobody Sleeps

- 2004 : Deadwood - Walter Hill pour l'épisode Pilote
  - Les Soprano (The Sopranos) - Tim Van Patten pour l'épisode Long Term Parking
  - Les Soprano (The Sopranos) - Allen Coulter pour l'épisode Irregular Around the Margins
  - Urgences (ER) - Christopher Chulack pour l'épisode The Lost
  - Nip/Tuck - Ryan Murphy pour l'épisode Pilote

- 2005 : Lost : Les Disparus (Lost) - J. J. Abrams pour l'épisode Pilote
  - Les Experts (CSI: Crime Scene Investigation) - Quentin Tarantino pour l'épisode Grave Danger
  - Deadwood - Gregg Fienberg pour l'épisode Complications
  - Grey's Anatomy - Peter Horton pour l'épisode A Hard Day's Night
  - Huff - Scott Winant pour l'épisode Crazy, Nuts and All Fucked Up
  - Rescue Me : Les Héros du 11 septembre (Rescue Me) - Peter Tolan pour l'épisode Pilote
  - À la Maison-Blanche (The West Wing) - Alex Graves pour l'épisode 2162 Votes

- 2006 : 24 heures chrono (24) - Jon Cassar pour l'épisode 07h00-08h00
  - Big Love - Rodrigo Garcia pour l'épisode Pilote
  - Lost : Les Disparus (Lost) - Jack Bender pour l'épisode Live Together, Die Alone
  - Six Feet Under (Six Feet Under) - Alan Ball pour l'épisode Everyone's Waiting
  - Les Soprano (The Sopranos) - Tim Van Patten pour l'épisode Members Only
  - Les Soprano (The Sopranos) - David Nutter pour l'épisode Join the Club
  - À la Maison-Blanche (The West Wing) - Mimi Leder pour l'épisode Election Day, Part 1

- 2007 : Les Soprano (The Sopranos) - Alan Taylor pour l'épisode Kennedy & Heidi
  - Boston Justice (Boston Legal) – Bill D'Elia pour l'épisode Son of the Defender
  - Lost : Les Disparus (Lost) - Jack Bender pour l'épisode Through the Looking Glass
  - Friday Night Lights - Peter Berg pour l'épisode Pilote
  - Heroes - David Semel pour l'épisode Genesis
  - Studio 60 on the Sunset Strip - Thomas Schlamme pour l'épisode Pilote
  - Battlestar Galactica - Félix Enríquez Alcalá pour l'épisode Exodus, Part 2

- 2008 : Dr House (House) - Greg Yaitanes pour  l'épisode Dans la tête de House…
  - Boston Justice (Boston Legal) – Arlene Sanford pour l'épisode The Mighty Rogues
  - Breaking Bad – Vince Gilligan pour l'épisode Pilote
  - Damages – Allen Coulter pour l'épisode Pilote
  - Mad Men – Alan Taylor pour l'épisode Smoke Gets in Your Eyes

- 2009 : Urgences (ER) – Rod Holcomb pour l'épisode And in the End
  - Battlestar Galactica – Michael Rymer pour  l'épisode Daybreak, Part 2
  - Boston Justice (Boston Legal) – Bill D'Elia pour l'épisode Made in China/Last Call
  - Damages – Todd A. Kessler pour l'épisode Trust Me
  - Mad Men – Phil Abraham pour l'épisode The Jet Set

### Années 2010
- 2010 : Dexter – Steve Shill pour l'épisode The Getaway
  - Breaking Bad – Michelle MacLaren pour  l'épisode One Minute
  - Lost : Les Disparus - Jack Bender pour l'épisode Fin
  - Treme – Agnieszka Holland pour l'épisode Do You Know What It Means
  - Mad Men – Lesli Linka Glatter pour l'épisode Guy Walks Into an Advertising Agency

- 2011 : Boardwalk Empire – Martin Scorsese pour l'épisode pilote
  - Boardwalk Empire – Jeremy Podeswa pour l'épisode Anastasia
  - The Borgias – Neil Jordan pour l'épisode The Poisoned Chalice/The Assassin
  - Game of Thrones – Timothy Van Patten pour l'épisode Winter is Coming (Pilot)
  - The Killing – Patty Jenkins pour l'épisode pilote

- 2012 : Boardwalk Empire – Timothy Van Patten pour l'épisode Aux disparus
  - Breaking Bad – Vince Gilligan pour l'épisode Mat
  - Downton Abbey – Brian Percival pour l'épisode Épisode Seven
  - Homeland – Michael Cuesta pour l'épisode Pilot
  - Mad Men – Phil Abraham pour l'épisode The Other Woman

- 2013 : House of Cards – David Fincher pour l'épisode L'Échiquier Politique (Chapter 1)
  - Boardwalk Empire – Tim Van Patten pour l'épisode Margate Sands
  - Breaking Bad – Michelle MacLaren pour l'épisode Un nouveau jour se lève (Gliding Over All)
  - Downton Abbey – Jeremy Webb pour l'épisode Episode 4
  - Homeland – Lesli Linka Glatter pour l'épisode Q&A

- 2014 : True Detective – Cary Joji Fukunaga pour l'épisode Qui est là ? (Who Goes There)
  - Boardwalk Empire – Timothy Van Patten pour l'épisode Farewell Daddy Blues
  - Breaking Bad – Vince Gilligan pour l'épisode Revenir et mourir (Felina)
  - Downton Abbey – David Evans pour l'épisode La Succession (Episode One)
  - Game of Thrones – Neil Marshall pour l'épisode Les Veilleurs au rempart (The Watchers of the Wall)
  - House of Cards – Carl Franklin pour l'épisode Nouvelles Bases (Chapter 14)

- 2015 : Game of Thrones – David Nutter pour l'épisode La Miséricorde de la mère (Mother's Mercy)
  - Boardwalk Empire – Tim Van Patten pour l'épisode Eldorado
  - Game of Thrones – Jeremy Podeswa pour l'épisode Insoumis, Invaincus, Intacts (Unbowed, Unbent, Unbroken)
  - Homeland – Lesli Linka Glatter pour l'épisode L'Appât (From A to B and Back Again)
  - The Knick – Steven Soderbergh pour l'épisode Méthode et folie (Method and Madness)
- 2016 : Game of Thrones  – Miguel Sapochnik pour l'épisode La Bataille des bâtards (Battle of the Bastards)
  - Downton Abbey – Michael Engler pour l'épisode Le Plus beau des cadeaux (Episode Nine : The Finale)
  - Game of Thrones – Jack Bender pour l'épisode La Porte (The Door)
  - Homeland – Lesli Linka Glatter pour l'épisode Hospitalité monnayée (The Tradition of Hospitality)
  - The Knick – Steven Soderbergh pour l'épisode On n'est rien d'autre (This Is All We Are)
  - Ray Donovan – David Hollander pour l'épisode L'Éveil (Exsuscito)
- 2017 : The Handmaid's Tale : La Servante écarlate (The Handmaid's Tale) – Reed Morano pour l'épisode Defred (Offred)
  - Better Call Saul – Vince Gilligan pour l'épisode Témoignage (Witness)
  - The Crown – Stephen Daldry pour l'épisode Hyde Park Corner
  - The Handmaid's Tale : La Servante écarlate (The Handmaid's Tale) – Kate Dennis pour l'épisode Le Pont (The Bridge)
  - Homeland – Lesli Linka Glatter pour l'épisode Le grand nettoyage (America First)
  - Stranger Things – Matt et Ross Duffer pour l'épisode Chapitre Un : La Disparition de Will Byers (Chapter One : The Vanishing of Will Byers)
  - Westworld – Jonathan Nolan pour l'épisode L'esprit bicaméral (The Bicameral Mind)

- 2018 : The Crown – Stephen Daldry pour l'épisode Pater familias (Paterfamilias)
  - Game of Thrones – Alan Taylor pour l'épisode Au-delà du Mur (Beyond the Wall)
  - Game of Thrones – Jeremy Podeswa pour l'épisode Le Dragon et le Loup (The Dragon and the Wolf)
  - The Handmaid's Tale : La Servante écarlate (The Handmaid's Tale) – Kari Skogland pour l'épisode Après (After)
  - Ozark – Jason Bateman pour l'épisode Le glas (The Toll)
  - Ozark – Daniel Sackheim pour l'épisode Ce soir on improvise (Tonight We Improvise)
  - Stranger Things – Matt et Ross Duffer pour l'épisode Chapitre Neuf : Le Portail (Chapter Nine : The Gate)

- 2019 : Jason Bateman pour l'épisode Réparations dans Ozark
  - David Benioff et D. B. Weiss pour l'épisode Le Trône de fer dans Game of Thrones
  - David Nutter pour l'épisode Les Derniers des Stark dans Game of Thrones
  - Miguel Sapochnik pour l'épisode La Longue Nuit dans Game of Thrones
  - Daina Reid pour l'épisode Holly dans The Handmaid's Tale : La Servante écarlate
  - Lisa Brühlmann pour l'épisode Desperate Times dans Killing Eve
  - Adam McKay pour l'épisode La fête dans Succession

### Années 2020
- 2020 : Andrij Parekh pour l'épisode Hunting dans Succession
  - Benjamin Caron pour l'épisode Aberfan dans The Crown
  - Jessica Hobbs pour l'épisode Cri du Cœur dans The Crown
  - Lesli Linka Glatter pour l'épisode Prisoners of War dans Homeland
  - Mimi Leder pour l'épisode The Interview dans The Morning Show
  - Alik Sakharov pour l'épisode Fire Pink dans Ozark
  - Ben Semanoff pour l'épisode Su Casa Es Mi Casa dans Ozark
  - Mark Mylod pour l'épisode This Is Not For Tears dans Succession

- 2021 : Jessica Hobbs pour l'épisode Guerre dans The Crown
  - Julie Anne Robinson pour l'épisode Un diamant de la première eau dans La Chronique des Bridgerton
  - Steven Canals pour l'épisode Le Défi dans Pose
  - Benjamin Caron pour l'épisode Conte de fées dans The Crown
  - Liz Garbus pour l'épisode Témoins dans The Handmaid's Tale : La Servante écarlate
  - Jon Favreau pour l'épisode Chapitre 9 : Le Marshal dans The Mandalorian

- 2022 : Hwang Dong-hyeok pour l'épisode Red Light, Green Light dans Squid Game
  - Jason Bateman pour l'épisode A Hard Way to Go dans Ozark
  - Ben Stiller pour l'épisode The We We Are dans Severance
  - Mark Mylod pour l'épisode All the Bells Say dans Succession
  - Cathy Yan pour l'épisode The Disruption dans Succession
  - Lorene Scafaria pour l'épisode Too Much Birthday dans Succession
  - Karyn Kusama pour l'épisode pilote de Yellowjackets
- 2023 : Mark Mylod pour l'épisode Connor's Wedding dans Succession
  - Benjamin Caron pour l'épisode Rix Road dans Andor
  - Dearbhla Walsh pour l'épisode The Prick dans Bad Sisters
  - Peter Hoar pour l'épisode Long, Long, Time dans The Last of Us
  - Andrij Parekh pour l'épisode America Decides dans Succession
  - Lorene Scafaria pour l'épisode Living+ dans Succession
  - Mike White pour l'épisode Arrivederci dans The White Lotus

- 2024 : Shōgun : "Crimson Sky" – Frederick E. O. Toye 
  - The Crown : "Sleep, Dearie Sleep" – Stephen Daldry
  - The Morning Show : "The Overview Effect" – Mimi Leder (Apple TV+)
  - Mr. & Mrs. Smith : "First Date" – Hiro Murai
  - Slow Horses: "Strange Games" – Saul Metzstein
  - Winning Time: The Rise of the Lakers Dynasty : "Beat L.A." – Salli Richardson-Whitfield

## Statistiques

### Nominations multiples
13 : Urgences, Les Soprano
12 : Capitaine Furillo, La Loi de Los Angeles
11 : Hallmark Hall of Fame
10 : Lou Grant
9 : New York Police Blues
8 : Game of Thrones, À la Maison-Blanche
6 : Boardwalk Empire, CBS Playhouse
5 : Homeland, The Defenders,  Breaking Bad, Fame
4 : Downton Abbey, Les Accusés, Lost : Les Disparus, Mad Men, Clair de lune et Racines
3 : 24 heures chrono, Boston Justice, Cagney et Lacey, China Beach, La Famille des collines, New York, poligace judiciaire, Six Feet Under et La Vie à tout prix
2 : Les Ailes du destin, Battlestar Galactica, Bob Hope Presents the Chrysler Theatre, The Bold Ones: The Senator, Columbo, The Crown, Damages, Deadwood, Deux flics à Miami, Equal Justice, General Electric Theater, Génération Pub, Homicide, House of Cards, Kojak, Maîtres et Valets, Ozark, Rich Man, Poor Man, The Handmaid's Tale : La Servante écarlate, Stranger Things, Westinghouse Desilu Playhouse, X-Files : Aux frontières du réel

### Récompenses multiples
4 : New York Police Blues
3 : À la Maison-Blanche, CBS Playhouse, Capitaine Furillo
2 : Les Accusés, Cagney et Lacey, Equal Justice et Urgences